# Горбівська сільська рада (Куликівський район)
Го́рбівська сільська́ ра́да — адміністративно-територіальна одиниця та орган місцевого самоврядування в Куликівському районі Чернігівської області. Адміністративний центр — село Горбове.

## Загальні відомості
Горбівська сільська рада утворена у 1919 році.
- Територія ради: 64,15 км²
- Населення ради: 1 465 осіб (станом на 2001 рік)

## Населені пункти
Сільській раді були підпорядковані населені пункти:
- с. Горбове
- с. Глузди
- с. Уборки

## Склад ради
Рада складалася з 16 депутатів та голови.
- Голова ради: Трикашна Оксана Миколаївна
- Секретар ради: Андряник Марія Василівна

### Керівний склад попередніх скликань
| Прізвище, ім'я, по батькові | Основні відомості                                                                                                | Дата обрання | Дата звільнення |
| --------------------------- | --- | ------------ | --------------- |
| Антоненко Микола Васильович | Сільський голова, 1953 року народження, безпартійний                                                             | 26.03.2006   | 25.06.2009      |
| Трикашна Оксана Миколаївна  | Сільський голова, 1972 року народження, освіта середня спеціальна, член Всеукраїнського об'єднання «Батьківщина» | 20.06.2010   | 31.10.2010      |
| Трикашна Оксана Миколаївна  | Сільський голова, 1972 року народження, освіта середня спеціальна, член Партії регіонів                          | 31.10.2010   |                 |

Примітка: таблиця складена за даними сайту Верховної Ради України

### Депутати
За результатами місцевих виборів 2010 року депутатами ради стали:

#### За суб'єктами висування
| Суб'єкт висування                                       | Кількість обраних депутатів | %    |
| ------------------------------------------------------- | --------------------------- | ---- |
| Партія регіонів                                         | 7                           | 43,8 |
| Політична партія Всеукраїнське об'єднання «Батьківщина» | 4                           | 25   |
| Комуністична партія України                             | 3                           | 18,8 |
| Самовисування                                           | 1                           | 6,3  |
| Соціалістична партія України                            | 1                           | 6,3  |

#### За округами
| № округу                                                | Прізвище, ім'я, по батькові     | Дата визнання обраним | Освіта  | Партійна приналежність                        | Відомості про обраного депутата                                    |
| ------------------------------------------------------- | ------------------------------- | --------------------- | ------- | --------------------------------------------- | ------------------------------------------------------------------ |
| Комуністична партія України                             |                                 |                       |         |                                               |                                                                    |
| 4                                                       | Тесік Володимир Степанович      | 01.11.2010            | середня | член Комуністичної партії України             | пенсіонер                                                          |
| 5                                                       | Смолянко Тетяна Вячеславівна    | 01.11.2010            | вища    | член Комуністичної партії України             | Горбівська загальноосвітня школа, вчитель                          |
| 9                                                       | Уложенко Василь Васильович      | 01.11.2010            | середня | член Комуністичної партії України             | пенсіонер                                                          |
| Партія регіонів                                         |                                 |                       |         |                                               |                                                                    |
| 2                                                       | Глузд Василь Володимирович      | 01.11.2010            | середня | член Партії регіонів                          | ТОВ «Егрес-Агро», бригадир                                         |
| 3                                                       | Андряник Марія Василівна        | 01.11.2010            | вища    | член Партії регіонів                          | Горбівський фельдшерсько-акушерський пункт, молодша медична сестра |
| 7                                                       | Дейнеко Василь Іванович         | 01.11.2010            | середня | член Партії регіонів                          | ТОВ «Егрес-Агро», бригадир                                         |
| 12                                                      | Волошин Микола Іванович         | 01.11.2010            | середня | позапартійний                                 | ТОВ «Егрес-Агро», різноробочий                                     |
| 13                                                      | Корма Володимир Олексійович     | 01.11.2010            | середня | позапартійний                                 | пенсіонер                                                          |
| 14                                                      | Милько Володимир Миколайович    | 01.11.2010            | середня | позапартійний                                 | тимчасово не працює                                                |
| 16                                                      | Шикула Наталія Іванівна         | 01.11.2010            | вища    | позапартійна                                  | Горбівська сільська рада, секретар                                 |
| Політична партія Всеукраїнське об'єднання «Батьківщина» |                                 |                       |         |                                               |                                                                    |
| 6                                                       | Шемендюк Світлана Дмитрівна     | 01.11.2010            | середня | член Всеукраїнського об'єднання «Батьківщина» | Горбівський фельдшерсько-акушерський пункт, завідувач              |
| 8                                                       | Кот Петро Миколайович           | 01.11.2010            | середня | позапартійний                                 | ТОВ «Егрес-Агро», токар                                            |
| 10                                                      | Шемендюк Тетяна Анатоліївна     | 01.11.2010            | вища    | член Всеукраїнського об'єднання «Батьківщина» | Горбівська загальноосвітня школа, вчитель                          |
| 15                                                      | Пономаренко Світлана Миколаївна | 01.11.2010            | вища    | позапартійна                                  | Горбівська загальноосвітня школа, вчитель                          |
| Соціалістична партія України                            |                                 |                       |         |                                               |                                                                    |
| 11                                                      | Яцина Антоніна Петрівна         | 01.11.2010            | вища    | позапартійна                                  | Горбівська загальноосвітня школа, вчитель                          |
| Самовисування                                           |                                 |                       |         |                                               |                                                                    |
| 1                                                       | Сачко Тамара Володимирівна      | 01.11.2010            | середня | позапартійна                                  | тимчасово не працює                                                |